# Helina hengshanensis
Helina hengshanensis este o specie de muște din genul Helina, familia Muscidae, descrisă de Wang și Ma în anul 1992.
Este endemică în Jilin. Conform Catalogue of Life specia Helina hengshanensis nu are subspecii cunoscute.